# Eugène Jost
Pour les articles homonymes, voir Jost.
Eugène Jost, né le 18 septembre 1865 à Corsier sur Vevey et mort le 24 janvier 1946 à Lausanne, est un architecte vaudois de la Belle Époque.

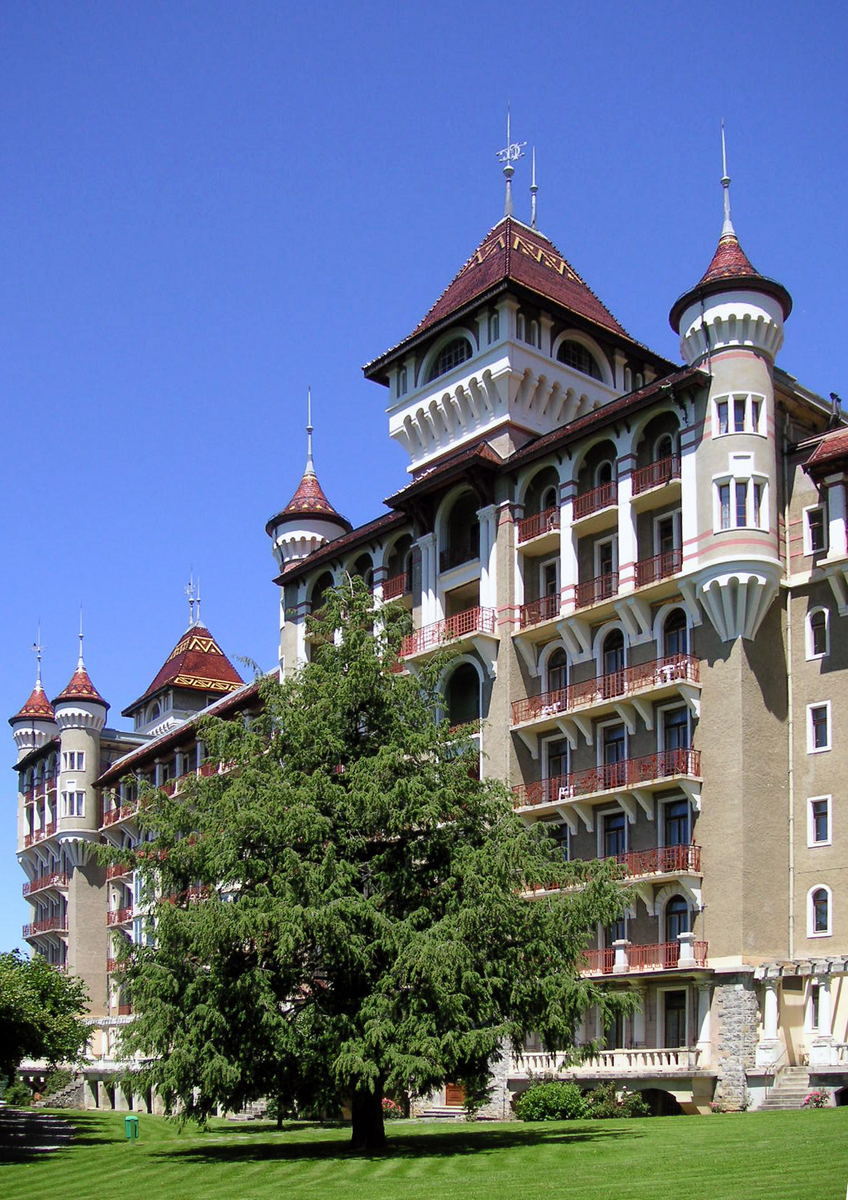
Façade du Caux-Palace (1900-1902)

## Biographie
Eugène Jost étudie d'abord à l'école industrielle de sa ville natale avant de se rendre à Paris, où il suivra les cours d'architecture de l'école nationale supérieure des beaux-arts entre 1884 et 1891. Il sera élève de Louis-Jules André, puis de Victor Laloux. Après avoir réussi de brillantes études (nombreux prix, médailles et récompenses aux concours internes), Jost revient en Suisse et se spécialise dans l'architecture hôtelière.
L'architecte s'installe à Montreux, station touristique qui connaît alors un essor considérable. En vingt ans, on dénombre près de cinquante chantiers, dont la plupart sont de très grande ampleur et de longue durée. En 1904, il déménage toutefois à Lausanne, à la suite de quelques chantiers prometteurs (hôtel des Postes de Saint-François, restauration du château Saint-Maire et projet de salle du Grand Conseil vaudois). Primé lors de concours nationaux (1er prix pour l'Hôtel des Postes de Berne, 2e prix pour celui de Zurich), il crée aussi des monuments commémoratifs, Guillaume Tell, Alexandre Vinet ou Major Davel. 
L'activité d'Eugène Jost est ralentie avec la Première Guerre mondiale et cesse définitivement en 1931.

## Réalisations

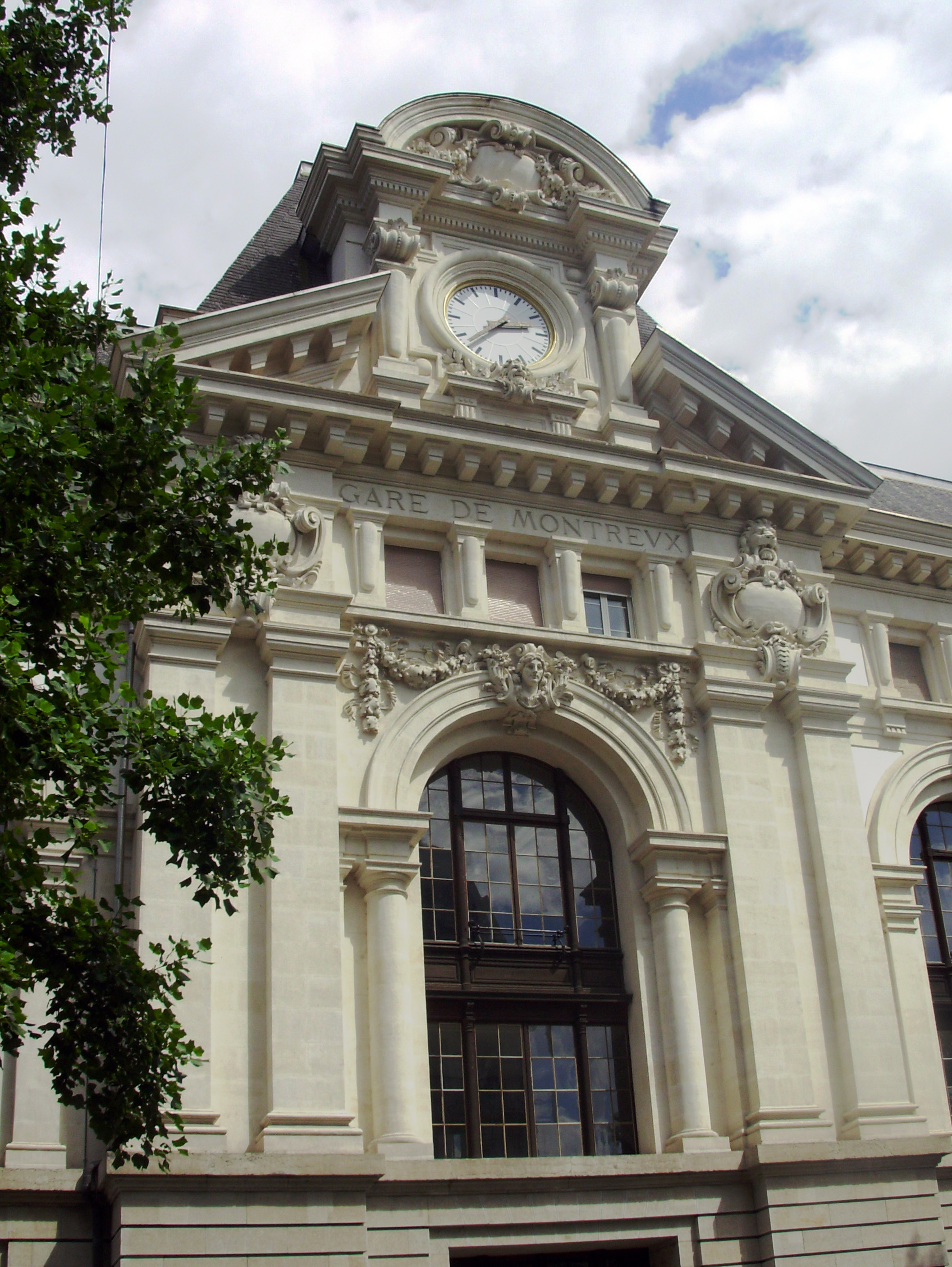
Montreux, gare, avant-corps central

Quinze années durant, Jost sera l'architecte attitré de plusieurs hôteliers majeurs de la station de Montreux, les deux beaux-frères Ami Chessex et Alexandre Emery en particulier. Pour eux, il transforme et agrandit l'Hôtel National (1898), construit le Caux-Palace (1901-1902) à Caux, l'Hôtel des Alpes (1903-1904), le Montreux Palace (1904-1906) ; à Lausanne, il est aussi l'auteur du Beau-Rivage Palace (1905-1908). À côté de ces commandes, Jost remporte de nombreux concours d'architecture pour des bâtiments publics.
On lui doit notamment les hôtels de poste de Lausanne (1897-1901) et de Berne (1901-1905), ainsi que la construction du Pont Bessières à Lausanne (1908-1910). Il est en outre l'auteur de plusieurs immeubles et de villas, tant à Clarens (château Beau-Cèdre, 1895), qu'à Montreux et à Lausanne. Dans cette dernière ville, il réalise « Blanc-Castel », un immeuble de rapport (av. de Florimont 16-20b) qui intègre l'appartement de dix pièces que se réserve l'architecte pour y loger et y avoir son atelier jusqu'à sa mort.

## Style

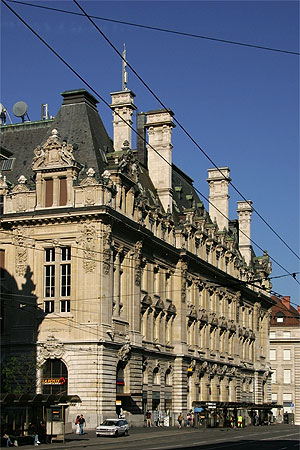
Lausanne, hôtel des postes

Jost est l'un des représentants du style Beaux-Arts. Son architecture, basée sur les règles classiques de composition, se fonde sur la symétrie, l'usage des ordres architecturaux et des ornements d'architecture issus du répertoire Renaissance et baroque. Au-delà du jeu formel provoqué par la variation de ces ornements et des styles qui en découlent (néo-Louis XV, néo-Louis XVI notamment), Jost tente une réflexion sur les volumes, les lignes, l'inscription urbaine des édifices et les espaces intérieurs. Il s'agit d'une importation presque littérale de l'architecture parisienne du temps, mais remodelée aux besoins - et aux moyens - des maîtres d'ouvrages vaudois.
La plupart de ses édifices sont encore conservés, parfois avec leurs décors intérieurs encore intacts, malgré de fréquents changements d'affectation. Ils constituent une part du patrimoine du début du XXe siècle vaudois et lémanique en particulier.

## Bibliographie

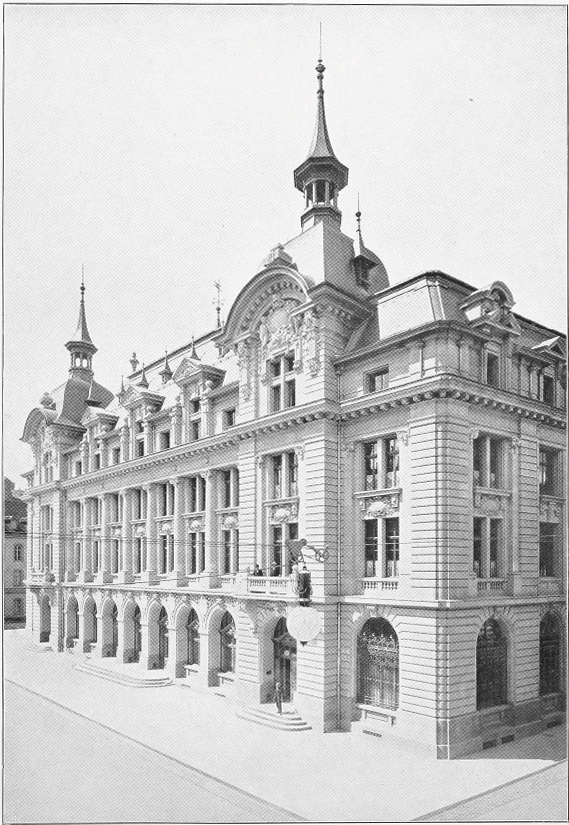
Berne, hôtel des postes par Jost et Baumgart

## Sources
- Patrie suisse, 1906, no 340, p. 326.
- "Eugène Jost, architecte", in Bulletin technique de la Suisse romande, 1946, p. 108
- « Eugène Jost », sur la base de données des personnalités vaudoises sur la plateforme « Patrinum » de la Bibliothèque cantonale et universitaire de Lausanne..
- Dagmar Böcker, « Eugène Jost » dans le Dictionnaire historique de la Suisse en ligne..
- Rucki-Huber, Architektenlexikon, pp. 300-301.
- Eugène Jost, architecte du passé retrouvé, cat. expo. Lausanne, 2001 Le Temps 26 juin 2001 p. 40.
- Dave Lüthi, Matthieu Jaccard Eugène Jost 1865-1946, itinéraires à Lausanne et Montreux, Lausanne, 2001.

- Château Saint-Maire : Le projet Jost